# Goniapteryx snowi
Goniapteryx snowi är en fjärilsart som beskrevs av Henry Skinner 1906. Goniapteryx snowi ingår i släktet Goniapteryx och familjen nattflyn. Inga underarter finns listade i Catalogue of Life.